# Совоподобни
Совоподобните (Strigiformes) са разред изключително нощни птици, най-едър е бухалът, който достига няколко килограма тегло. Оперението е с маскировъчен цвят. Имат изключително добро зрение и слух, някои видове са развили примитивни форми на ехолокация, подобно на прилепите. Зрението е бинокулярно, вратните прешлени са силно подвижни и осигуряват 360° зрителен обхват, без да се променя положението на тялото. При сововите и забулените сови ушните отвори на черепа са разположени асиметрично, което помага за по-доброто определяне на посоката на шума. В по-стари класификации козодоите са включени в този разред, но днес те са в отделен разред - Козодоеподобни
.

## Разпространение
Разпространени са повсевместно в Европа, Азия, Африка, Северна Америка и Южна Америка.
В България се срещат 10 вида, обединени в 2 семейства:
- Семейство Tytonidae- Забулени сови
- Tyto alba- Забулена сова
- Семейство Strigidae- Совови
- Bubo bubo- Бухал
- Otus scops- Чухал
- Strix aluco- Горска улулица
- Strix uralensis- Уралска улулица
- Asio otus- Горска ушата сова
- Asio flammeus- Блатна сова
- Glaucidium passerinum- Малка кукумявка
- Athene noctua- Домашна кукумявка
- Aegolius funereus- Пернатонога кукумявка

## Начин на живот и хранене
Нощни птици, хранят се с основно с животинска храна, като дребни бозайници, птици, риби, насекоми и други. Повечето видове са хищници.

## Размножаване
Моногамни птици, женската понякога е по-едра от мъжкия. Гнездят в хралупи, скали, изоставени сгради и др. Малките се излюпват слепи и безпомощни, и двамата родители се грижат за тях.

## Допълнителни сведения
Някои представители на разреда, като бухала, различните видове сови и кукумявки, се опитомяват лесно. Тази особеност в етологията им, взета редом с характерния им външен вид, ги е направила предпочитано домашно животно на жреци, шамани, заклинатели и други, от най-дълбока древност. В Древна Гърция совата е била свързвана с богинята на мъдростта и военните планове Атина Палада, а кукумявката с богът на подземното царство Хадес.

## Списък на семействата
1. Strigidae – Совови
2. Tytonidae – Забулени сови